# International Charter Space and Major Disasters
International Charter Space and Major Disasters ou Carta Internacional Espaço e Grandes Desastres, por vezes expresso simplesmente como a Carta, é uma colaboração mundial através da qual dados e informações espaciais são fornecidos para apoiar as organizações em caso de grandes desastres.
Uma característica única da Carta é a capacidade de mobilizar agências espaciais em todo o mundo e se beneficiar de seu conhecimento e satélites por meio de um simples ponto de acesso que opera 24 horas por dia, 7 dias por semana e sem nenhum custo para o usuário.
Operando com sucesso desde novembro de 2000, a Carta disponibilizou dados espaciais para desastres naturais repentinos, como inundações, furacões, tsunamis, terremotos, deslizamentos de terra, incêndios florestais, erupções vulcânicas e desastres tecnológicos, incluindo grandes derramamentos de petróleo e acidentes industriais.

## História
Iniciado pela Agência Espacial Européia (ESA) e pela Agência Espacial Francesa (CNES) após a Conferência UNISPACE III realizada em Viena, Áustria, em julho de 1999, a Carta entrou oficialmente em operação em 1° de novembro de 2000, após a Agência Espacial Canadense (CSA) aderir à Carta em 20 de outubro 2000. Nos anos seguintes, os membros da Carta aumentaram, de 3 agências fundadoras para atualmente 17 agências espaciais em todo o mundo, com 63 satélites contribuintes.
Ativado pela primeira vez devido a um deslizamento de terra causado por chuvas intensas na Eslovênia em novembro de 2000, desde então, a Carta levou os recursos de observação da Terra aos grandes desastres, tais como inundações, ciclones, tsunamis, terremotos, deslizamentos de terra, incêndios florestais e erupções vulcânicas, bem como acidentes industriais ou grandes derramamentos de óleo. Além disso, existem outros tipos de desastres, que têm se valido de dados de satélites, como desastres tecnológicos, navios ou aeronaves desaparecidas no oceano, epidemias de doenças ou tempestades de areia.
Até março de 2020, a Carta foi ativada para mais de 648 desastres em 126 países.
Em 2017, a Carta ganhou o prestigioso Prêmio William Thomas Pecora, que é apresentado anualmente para reconhecer contribuições excepcionais usando o sensoriamento remoto para compreender a Terra, educar a próxima geração de cientistas, informar os tomadores de decisão ou apoiar respostas rápidas aos desastres naturais ou induzidos por humanos..

## Membros
A Carta Internacional é composta pelas 17 agências espaciais abaixo relacionadas e, operadores de sistemas espaciais de todo o mundo, que fornecem imagens de seus satélites:
- Agência Bolivariana para Atividades Espaciais (ABAE)

- Canadian Space Agency (CSA)

- Centre national d’études spatiales (CNES)

- China National Space Administration (CNSA)

- Comisión Nacional de Actividades Espaciales (CONAE)

- Deutsches Zentrum für Luft- und Raumfahrt (DLR)

- European Organisation for the Exploitation of Meteorological Satellites (EUMETSAT)

- European Space Agency (ESA)

- Indian Space Research Organisation (ISRO)

- Instituto Nacional de Pesquisas Espaciais (INPE)

- Japan Aerospace Exploration Agency (JAXA)

- Korea Aerospace Research Institute (KARI)

- National Oceanic and Atmospheric Administration (NOAA)

- Roscosmos

- United Arab Emirates Space Agency (UAESA) / Mohammed bin Rashid Space Centre (MBRSC)

- UK Space Agency (UKSA)

- United States Geological Survey (USGS)

## Organização e Operação
Para cada tipo de desastre, a Carta identifica os sensores de satélite e seu modo de aquisição a serem usados para obter os dados mais adequados. Embora o mandato da Carta se limite a fornecer imagens de satélite rapidamente e sem nenhum custo, os membros também podem fornecer produtos derivados das informações, como mapas de crise e mapas de avaliação de danos.
Além dos dados recém-adquiridos, imagens de arquivo pelos satélites da Carta também são fornecidas, o mais rápido possível, permitindo avaliações de danos com comparações de situações pré e pós-desastre. Essas informações podem fornecer uma visão inestimável das áreas de difícil acesso, ajudando a identificar as zonas onde a ajuda é mais necessária, a infraestrutura que foi destruída, etc.
A Carta é acionada por seus Usuários Autorizados, que são geralmente autoridades nacionais de gerenciamento de desastres. Para cada ativação da Carta, é designado um Gerente de Projeto, que auxilia o usuário durante todo o processo.

## A iniciativaAcesso Universal
A Carta possui uma abordagem de Acesso Universal, a qual permite que qualquer autoridade nacional de gerenciamento de desastres envie solicitações para responder emergências. Os procedimentos adequados devem ser seguidos, mas o país afetado não precisa ser membro da Carta. Ao adotar o princípio do Acesso Universal, os membros reforçaram ainda mais sua contribuição à gestão de desastres em todo o mundo.

## Publicações
- Mahmood, A. (2012): Monitoring disasters with a constellation of satellites – type examples from the International Charter ‘Space and Major Disasters’. In: Geocarto International, Volume 27, Número 2, 2012, doi:10.1080/10106049.2011.622051.

- Martinis, S.; Twele, A.; Plank, S.; Zwenzner, H.; Danzeglocke, J.; Strunz, G.; Lüttenberg, H.-P. e S. Dech (2017): The International Charter ‚Space and Major Disasters‘: DLR’s Contributions to Emergency Response Worldwide. In: PFG – Journal of Photogrammetry, Remote Sensing and Geoinformation Science, Volume 85, Número 5, 2017, doi:10.1007/s41064-017-0032-1.

- Voigt, S.; Giulio-Tonolo, F.; Lyons, J.; Kučera, J.; Jones, B.; Schneiderhan, T.; Platzeck, G.; Kaku, K.; Hazarika, M. K.; Czaran, L.; Li, S.; Pedersen, W.; James, G. K.; Bequignon, J. e D. Guha-Sapir (2016): Global trends in satellite-based emergency mapping. In: Science, Volume 353, Número 6296, 2016, doi:10.1126/science.aad8728.